# Kelly Kryczka
Kelly Kryczka (Calgary, 8 juli 1961) is een Canadese synchroonzwemster met twee wereldtitels en een Olympische zilveren medaille.

## Levensloop
Op negenjarige leeftijd begon Kryczka met synchroonzwemmen. Ze trainde eerst bij Calgary Glencoe Club en daarna bij Calgary Aquabelles onder de leiding van Debbie Muir. In 1977 won Kryczka op de Canadese kampioenschappen voor junioren het solo- en duetonderdeel.

### 1979
Het eerste toernooi waar Kryczka zich voor kwalificeerde was de Pan-Amerikaanse Spelen 1979. Hier deed Kryczka samen met Helen Vanderburg mee aan het duet en wonnen ze de titel. Tijdens het teamonderdeel werd er een zilveren medaille gewonnen.

### 1982-1984
Hierna stopte Helen Vanderburg met synchroonzwemmen en zwom Kryckza in een duet met Sharon Hambrook. De twee wonnen de titel op de Canadese kampioenschappen van 1982. Tijdens de wereldkampioenschappen synchroonzwemmen 1982 nam Kryczka deel aan alle drie de evenementen. In de solo werd er een zilveren medaille gewonnen, het duet wonnen Kryczka en Hambrook en ook de Canadese ploeg wist het teamonderdeel te winnen. In 1983 verloren Kryczka en Hambrook de Canadese duettitel en plaatsten zich daardoor niet op het onderdeel duet voor de Pan-Amerikaanse Spelen 1983. Kryczka ontving alleen de gouden medaille met de Canadese ploeg. Bij de Olympische kwalificatie van 1984 wisten Kryczka en Hambrook zich wel te kwalificeren voor de Olympische Spelen. Tijdens die Spelen eindigden Hambrook en Kryczka op het solo-onderdeel als derde en vierde in de eerste ronde. Omdat er slechts één zwemmer per land aan de finale mocht deelnemen, werden ze allebei uitgeschakeld en won landgenote Carolyn Waldo het zilver. In de duetfinale hadden werden Kryczka en Hambrook tweede.
Kryczka beëindigde haar sportcarrière na die Olympische Spelen, maar bleef actief bij de Calgary Aquabelles en won later titels op masterniveau.
Kryczka was getrouwd met Bill Irwin en verdeelde haar tijd tussen Denver en Calgary samen kregen ze vier kinderen waarvan er drie gingen skiën en een synchroonzwemmen. Als dochter van Karen Kryczka, een politicus uit Alberta, en nicht van Joe Kryczka, werd Kelly in 1980 opgenomen in de Alberta Sports Hall of Fame en in 1996 in de Canadian Olympic Hall of Fame.